# Шигонский район
Шиго́нский райо́н — административно-территориальная единица (район) и муниципальное образование (муниципальный район) на западе Самарской области России. Район граничит с Ульяновской областью.
Административный центр района — село Шигоны. Расстояние до областного центра г. Самара 199 км.

## География
Шигонский район расположен на северо-западе Самарской области. На севере граничит с Сенгилеевским, на западе с Теренгульским районом Ульяновской области, на юге — с Сызранским районом, а на востоке — с Куйбышевским водохранилищем. Шигонский район один из трёх районов области, который лежит на правобережье Волги.
Площадь района — 2134 км² (4 % территории области). Основные реки — Волга, Уса.
Район занимает восточную часть Приволжской возвышенности, в южной части района берут начало Жигулёвские горы. Климат района континентальный: с холодной зимой и жарким летом. Район располагается в лесостепной зоне, площадь лесов составляет 55 000 гектар, преобладают мягко-лиственные породы. Особо выделяется Муранский бор площадью 12 тысяч га, являющийся особо-охраняемой территорией. Всего же в районе находится 12 памятников природы.

## История
До присоединения, во второй половине XVI века, к Московскому царству край входил в состав Казанского ханства. Старейшим населённым пунктом района является село Усолье, которое было центром рыбного и соляного промысла.
Территория Шигонского района в 1918—1920 годы (становление Советской власти) входила в состав Симбирской губернии и была разделена на два уезда: Сенгилеевский и Сызранский. В Сенгилеевский уезд входили: Новодевиченская, Новотукшумская, Тереньгульская волости. В Сызранский уезд: Троицкая, Усольская, Усинская и Шигонская волости. В середине 1924 года Симбирская губерния была переименована в Ульяновскую.
С 1928 года в СССР проводилась самая крупная административно-территориальная реформа. На карте страны появилась Средне-Волжская область с центром в г. Самара, в неё вошла территория и Ульяновской губернии. Одновременно был объявлен переход от губернского, уездного и волостного административного деления, на областное, окружное и районное. С 16 июля 1928 года произошло разделение Средне-Волжской области на округа. Был образован и Сызранский округ, в составе которого были образованы Новодевиченский и Шигонский районы.
20 октября 1929 года Средне-Волжская область была переименована в Средне-Волжский край, затем в Куйбышевский край, а 5 декабря 1936 года Куйбышевский край был переименован в Куйбышевскую область, 25 января 1991 года переименованную в Самарскую.
В 1932 году Шигонский район вошёл в состав Новодевиченского района, в 1935 году вновь образован Шигонский район. В 1960 году Новодевиченский район был ликвидирован и вошёл в состав Шигонского района.
В результате укрупнения районов в 1963 году Шигонский район объединили с Сызранским районом, а 12 января 1965 года вновь был образован Шигонский район, эту дату и принято указывать рождением Шигонского района.

## Население
| 2002    | 2008    | 2010    | 2011    | 2012    | 2013    | 2014    | 2015    | 2016    |
| ------- | ------- | ------- | ------- | ------- | ------- | ------- | ------- | ------- |
| 23 596  | ↘21 175 | ↘21 002 | ↘20 950 | ↘20 653 | ↘20 485 | ↘20 400 | ↘20 196 | ↘20 026 |
| 2017    | 2018    | 2019    | 2020    | 2021    |         |         |         |         |
| ↘19 769 | ↘19 430 | ↘19 108 | ↘18 873 | ↗19 737 |         |         |         |         |

Каждый третий житель района является пенсионером. Средняя продолжительность жизни в районе 67,5 лет. Экономически активное население района составляет примерно 11,5 тысяч человек, из них в сельском хозяйстве (включая личные подсобные участки) занято 43 %, в промышленности — 4 %, торговле и общественном питании — 7 %, в ЖКХ — 3 %, в системе образования — 9 %, в здравоохранении, физической культуре и спорте, социальном обеспечении — 13 %

## Муниципальное устройство
В муниципальный район Шигонский входят 12 муниципальных образований со статусом сельского поселения:
| №  | Муниципальное образование        | Административный центр | Количество населённых пунктов | Население | Площадь, км² |
| -- | -------------------------------- | ---------------------- | ----------------------------- | --------- | ------------ |
| 1  | сельское поселение Береговой     | посёлок Береговой      | 8                             | ↘939      |              |
| 2  | сельское поселение Бичевная      | село Кузькино          | 7                             | ↘1116     |              |
| 3  | сельское поселение Волжский Утёс | посёлок Волжский Утёс  | 3                             | ↗2242     |              |
| 4  | сельское поселение Малячкино     | село Малячкино         | 1                             | ↗1237     |              |
| 5  | сельское поселение Муранка       | село Муранка           | 4                             | ↗1386     |              |
| 6  | сельское поселение Новодевичье   | село Новодевичье       | 2                             | ↗1545     |              |
| 7  | сельское поселение Пионерский    | посёлок Пионерский     | 3                             | ↗1492     |              |
| 8  | сельское поселение Подвалье      | село Подвалье          | 4                             | ↘717      |              |
| 9  | сельское поселение Суринск       | село Суринск           | 5                             | ↘1551     |              |
| 10 | сельское поселение Тайдаково     | село Тайдаково         | 4                             | ↗707      |              |
| 11 | сельское поселение Усолье        | село Усолье            | 3                             | ↘1654     |              |
| 12 | сельское поселение Шигоны        | село Шигоны            | 2                             | ↗5151     |              |

### Населённые пункты
В Шигонском районе 46 населённых пунктов.
В сносках к названию населённого пункта указана муниципальная принадлежность

| Шигоны        | ↘4959 |
| Усолье        | ↘1941 |
| Волжский Утёс | 1913  |
| Новодевичье   | ↘1309 |
| Малячкино     | ↗1237 |
| Пионерский    | 1150  |
| Суринск       | 952   |
| Муранка       | 889   |
| Байдеряково   | 806   |
| Береговой     | 615   |
| Бичевная      | 582   |
| Тайдаково     | 506   |
| Кузькино      | 417   |
| Подвалье      | 383   |
| Комаровка     | 350   |
| Луговской     | 294   |

| Львовка          | 284  |
| Кушниково        | 280  |
| Маза             | 272  |
| Старый Тукшум    | 270  |
| Кяхта            | ↘192 |
| Климовка         | 186  |
| Биринск          | 121  |
| Новый Тукшум     | 109  |
| Сенькино         | 88   |
| Платоновка       | 78   |
| Левашовка        | 69   |
| Новое Белоключье | 62   |
| Актуши           | 60   |
| Золотой          | 44   |
| Красный Ключ     | 42   |
| Березовка        | 40   |

| Белоключье    | 38 |
| Бичевной      | 38 |
| Камышенка     | 37 |
| Нижний Тукшум | 37 |
| Подъячевка    | 36 |
| Епифановка    | 35 |
| Шигоны        | 33 |
| Ульяновский   | 27 |
| Гривенский    | 23 |
| Карловка      | 23 |
| Сытовка       | 10 |
| Верхнесуринск | 9  |
| Ольгино       | 7  |
| Гремячий Ключ | 4  |

## Экономика
Сельское хозяйство в районе представлено более чем 110 предприятиями, самые крупные из которых ООО «Агрофирма Шигонская», ООО «Полесье», ООО «Самконагро», ООО «Колос», колхоз «Волгарь», колхоз «Луговской».
Также в районе работает 7 промышленных предприятий: Волжское ГОЛОХ, АО «Холст», 2 ремтехпредприятия, хлебокомбинат Шигонского сельпо, цех добычи нефти в посёлке Львовка, принадлежащий НГДУ «Первомайнефть» в городе Отрадный.
В районе имеются месторождения нефти (с. Карловка, с. Сытовка, с. Берёзовка), мела (с. Левашовка, с. Кушниково, с. Байдеряково, с. Подвалье, с. Старый Тукшум, ст. Бичевная, с. Камышенка, с. Ольгино, с. Малячкино), доломита (с. Кузькино, с. Кяхта), торфа (с. Белоключье), фосфорита (с. Новодевичье). Доломиты и известняки верхнего карбона непрерывной полосой тянутся вдоль северного края Самарской Луки. Осуществляется только добыча нефти
Водоснабжение во всех населённых пунктах осуществляется из подземных скважин, также все населённые пункты газифицированы.

## Здравоохранение
Шигонский район обслуживает ГБУЗ Самарской области «Шигонская центральная районная больница».

## Транспорт
В районе проложено 305 километров асфальтированных дорог, которые проходят до каждого населённого пункта.

## Достопримечательности
Прекрасная живописная местность. В Усолье находится Музей истории Усольского края имени Ильи Николаевича Ульянова (графская усадьба — Дворцовый комплекс графов Орловых-Давыдовых (1817 года постройки), заповедник «Муранский бор», санаторий «Волжский Утёс». На территории района расположено 8 детских оздоровительных лагерей, 13 баз отдыха.
Храм Рождества Христова в с. Старый Тукшум — памятник истории и культуры РФ.